# Ptilogyna tripectinata
Ptilogyna tripectinata är en tvåvingeart som först beskrevs av Alexander 1922.  Ptilogyna tripectinata ingår i släktet Ptilogyna och familjen storharkrankar. Inga underarter finns listade i Catalogue of Life.